# Primetime Emmy Award du meilleur acteur invité dans une série télévisée comique
Pour les articles homonymes, voir Emmy du meilleur acteur invité.

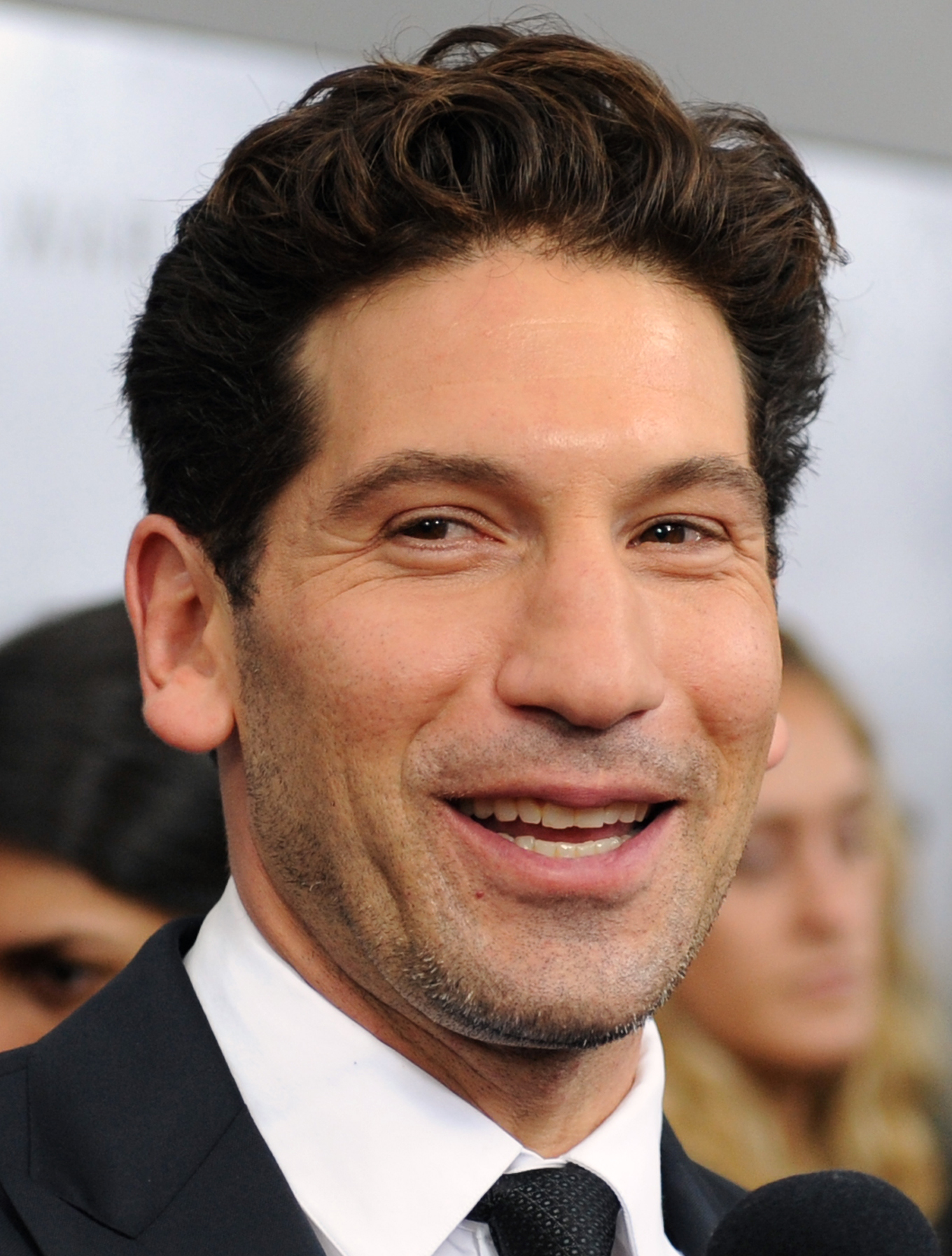

Le Primetime Emmy Award du meilleur acteur invité dans une série comique (Primetime Emmy Award for Outstanding Guest Actor in a Comedy Series) est une récompense de télévision remise depuis 1986 au cours de la cérémonie annuelle des Primetime Emmy Awards.
De 1986 à 1988, la catégorie récompensait indifféremment des hommes et les femmes, sous le nom de « Meilleur invité dans une série comique » (Outstanding Guest Performer in a Comedy Series). À partir de 1989, deux catégories sont créées : « meilleur acteur invité dans une série comique » (Outstanding Guest Actor in a Comedy Series) et « meilleure actrice invitée dans une série comique » (Outstanding Guest Actress in a Comedy Series).

## Palmarès
Note : L'année indiquée est celle de la cérémonie. Les lauréats sont indiquées en tête de chaque catégorie et en caractères gras.

### Années 1980
- 1986 : Roscoe Lee Browne pour son rôle du Dr Barnabus Foster  dans Cosby Show (The Cosby Show)
- 1987 : John Cleese pour son rôle du Dr Simon Finch-Royce  dans Cheers
- 1988 : Beah Richards pour son rôle de Mrs. Varden  dans Frank's Place
- 1989 : Cleavon Little pour le rôle de Tony Larkin  dans Dear John

### Années 1990
- 1990 : Jay Thomas pour le rôle de Jerry Gold dans Murphy Brown
- 1991 : Jay Thomas pour le rôle de Jerry Gold dans Murphy Brown
- 1992 : aucune récompense
- 1993 : David Clennon pour le rôle de Peter Brewer dans Dream On
- 1994 : Martin Sheen pour le rôle de Nick Brody dans Murphy Brown
- 1995 : Carl Reiner pour le rôle d'Alan Brady dans Dingue de toi (Mad About You)
- 1996 : Tim Conway pour son rôle de Kenny Montague dans Coach
- 1997 : Mel Brooks pour le rôle de l'oncle Phil dans Dingue de toi (Mad About You)
- 1998 : Mel Brooks pour le rôle de l'oncle Phil dans Dingue de toi (Mad About You)
- 1999 : Mel Brooks pour le rôle de l'oncle Phil dans Dingue de toi (Mad About You)

### Années 2000
- 2000 : Bruce Willis pour le rôle de Paul Stevens dans Friends
  - Anthony LaPaglia pour le rôle de Simon Moon dans Frasier
  - William H. Macy pour le rôle de Sam Donovan dans Sports Night
  - Carl Reiner pour le rôle de Sid Barry dans TV Business (Beggars and Choosers)
  - Tom Selleck pour le rôle de Richard Burke dans Friends

- 2001 : Derek Jacobi pour le rôle de Jackson Hedley dans Frasier
  - Victor Garber pour le rôle de Peter Bovington dans Frasier
  - Robert Loggia pour le rôle du grand-père Victor dans Malcolm (Malcolm in the Middle)
  - Gary Oldman pour le rôle de Richard Crosby dans Friends
  - Michael York pour le rôle de Colin Rhome dans The Lot

- 2002 : Anthony LaPaglia pour le rôle de Simon Moon dans Frasier
  - Adam Arkin pour le rôle de Tom dans Frasier
  - Brian Cox pour le rôle Harry Moon dans Frasier
  - Michael Douglas pour le rôle de l'inspecteur Gavin Hatch dans Will et Grace (Will & Grace)
  - Brad Pitt pour le rôle de Will Colbert dans Friends

- 2003 : Gene Wilder pour le rôle de M.. Stein dans Will et Grace (Will & Grace)
  - Hank Azaria pour le rôle de David dans Friends
  - David Duchovny pour le rôle de Johnny Volcano dans Life with Bonnie
  - Fred Willard pour le rôle de Hank MacDougall dans Tout le monde aime Raymond (Everybody Loves Raymond)
  - Jonathan Winters pour le rôle de Q.T. Marlens dans Life with Bonnie

- 2004 : John Turturro pour le rôle d'Ambrose Monk dans Monk
  - John Cleese pour le rôle de Lyle Finster dans Will et Grace (Will & Grace)
  - Danny DeVito pour le rôle de Roy dans Friends
  - Anthony LaPaglia pour le rôle de Simon Moon dans Frasier
  - Fred Willard pour le rôle de Hank MacDougall dans Tout le monde aime Raymond (Everybody Loves Raymond)

- 2005 : Bobby Cannavale pour le rôle de Vince D'Angelo dans Will et Grace (Will & Grace)
  - Alec Baldwin pour le rôle de Malcolm dans Will et Grace (Will & Grace)
  - Victor Garber pour le rôle de Peter Bovington dans Will et Grace (Will & Grace)
  - Jeff Goldblum pour le rôle de Scott Woolley dans Will et Grace (Will & Grace)
  - Fred Willard pour le rôle de Hank MacDougall dans Tout le monde aime Raymond (Everybody Loves Raymond)

- 2006 : Leslie Jordan pour le rôle de Beverley Leslie dans Will et Grace (Will & Grace)
  - Alec Baldwin pour le rôle de Malcolm dans Will et Grace (Will & Grace)
  - Martin Sheen pour le rôle de Harvey dans Mon oncle Charlie (Two and a Half Men)
  - Patrick Stewart pour son propre rôle dans Extras
  - Ben Stiller pour son propre rôle dans Extras

- 2007 : Stanley Tucci pour le rôle de David Ruskin dans Monk
  - Beau Bridges pour le rôle de Carl Hickey dans Earl (My Name Is Earl)
  - Martin Landau pour le rôle de Bob Ryan dans Entourage
  - Ian McKellen pour son propre rôle dans Extras
  - Giovanni Ribisi pour le rôle de Ralph Mariano dans Earl (My Name Is Earl)

- 2008 : Tim Conway pour le rôle de Bucky Bright dans 30 Rock
  - Will Arnett pour le rôle de Devon Banks dans 30 Rock
  - Steve Buscemi pour le rôle de Lenny Wosniak dans 30 Rock
  - Rip Torn pour le rôle de Don Geiss dans 30 Rock
  - Shelley Berman pour le rôle de Nat David dans Larry et son nombril (Curb Your Enthusiasm)

- 2009 : Justin Timberlake pour plusieurs personnages dans Saturday Night Live
  - Alan Alda pour le rôle de Milton Greene dans 30 Rock
  - Jon Hamm pour le rôle du Dr Drew Baird dans 30 Rock
  - Steve Martin pour le rôle de Gavin Volure dans 30 Rock
  - Beau Bridges pour le rôle d'Eli Scruggs dans Desperate Housewives

### Années 2010
- 2010 : Neil Patrick Harris pour le rôle de Bryan Ryan dans Glee
  - Will Arnett pour le rôle de Devon Banks dans 30 Rock
  - Jon Hamm pour le rôle du Dr Drew Baird dans 30 Rock
  - Mike O'Malley pour le rôle de Burt Hummel dans Glee
  - Eli Wallach pour le rôle de Bernard Zimberg dans Nurse Jackie
  - Fred Willard pour le rôle de Frank Dunphy dans Modern Family

- 2011 : Justin Timberlake pour plusieurs personnages dans Saturday Night Live[1]
  - Will Arnett pour le rôle de Devon Banks dans 30 Rock
  - Matt Damon pour le rôle de Carol Burnett dans 30 Rock
  - Idris Elba pour le rôle de Lenny dans The Big C
  - Zach Galifianakis pour plusieurs personnages dans Saturday Night Live
  - Nathan Lane pour le rôle de Pepper Saltzman dans Modern Family

- 2012 : Jimmy Fallon pour plusieurs personnages dans Saturday Night Live
  - Will Arnett pour le rôle de Devon Banks dans 30 Rock
  - Bobby Cannavale pour le rôle de Dr Mike Cruz dans Nurse Jackie
  - Michael J. Fox pour son propre rôle dans Larry et son nombril
  - Jon Hamm pour les rôles d'Abner et de David Brinkley dans 30 Rock
  - Greg Kinnear pour le rôle de Tad dans Modern Family

- 2013 : Bob Newhart pour les rôles d'Arthur Jeffries et du professeur Proton dans The Big Bang Theory
  - Louis C.K. pour plusieurs personnages dans Saturday Night Live
  - Bobby Cannavale pour le rôle de Dr Mike Cruz dans Nurse Jackie
  - Will Forte pour le rôle de Paul dans 30 Rock
  - Nathan Lane pour le rôle de Pepper Saltzman dans Modern Family
  - Justin Timberlake pour plusieurs personnages dans Saturday Night Live

- 2014 : Jimmy Fallon pour plusieurs personnages dans Saturday Night Live
  - Steve Buscemi pour le rôle de Marty dans Portlandia
  - Louis C.K. pour plusieurs personnages dans Saturday Night Live
  - Gary Cole pour le rôle de Kent Davison dans Veep
  - Nathan Lane pour le rôle de Pepper Saltzman dans Modern Family
  - Bob Newhart pour les rôles d'Arthur Jeffries et du Professeur Proton dans The Big Bang Theory

- 2015 : Bradley Whitford pour le rôle de Marcy May dans Transparent
  - Mel Brooks pour son propre rôle dans The Comedians
  - Louis C.K. pour plusieurs rôles dans Saturday Night Live
  - Paul Giamatti pour le rôle du dixième juré dans Inside Amy Schumer
  - Bill Hader pour plusieurs rôles dans Saturday Night Live
  - Jon Hamm pour le rôle du révérend Richard Wayne Gary Wayne dans Unbreakable Kimmy Schmidt

- 2016 : Peter Scolari pour le rôle de Tad Horvath dans Girls
  - Larry David pour plusieurs rôles dans Saturday Night Live
  - Tracy Morgan pour plusieurs rôles dans Saturday Night Live
  - Martin Mull pour le rôle de Bob Bradley dans Veep
  - Bob Newhart pour le rôle d'Arthur Jeffries dans The Big Bang Theory
  - Bradley Whitford pour le rôle de Magnus Hirschfeld dans Transparent

- 2017 : Dave Chappelle pour plusieurs rôles dans Saturday Night Live
  - Riz Ahmed pour le rôle de Paul-Louis dans Girls
  - Tom Hanks pour plusieurs rôles dans Saturday Night Live
  - Hugh Laurie pour le rôle de Tom James dans Veep
  - Lin-Manuel Miranda pour plusieurs rôles dans Saturday Night Live
  - Matthew Rhys pour le rôle de Chuck Palmer dans Girls

- 2018 : Katt Williams pour le rôle de l'oncle Willie dans Atlanta
  - Sterling K. Brown pour le rôle de Philip Davidson dans Brooklyn Nine-Nine
  - Bryan Cranston pour le rôle du Dr. Lionel Templeton dans Larry et son nombril (Curb Your Enthusiasm)
  - Lin-Manuel Miranda pour son propre rôle dans Larry et son nombril (Curb Your Enthusiasm)
  - Donald Glover pour plusieurs rôles dans Saturday Night Live
  - Bill Hader pour plusieurs rôles dans Saturday Night Live

- 2019 : Luke Kirby pour le rôle de Lenny Bruce dans Mme Maisel, femme fabuleuse
  - Matt Damon pour son propre rôle dans Saturday Night Live
  - Robert De Niro pour le rôle de Robert Mueller dans Saturday Night Live
  - Peter MacNicol pour le rôle de Jeff Kane dans Veep
  - John Mulaney pour son propre rôle dans Saturday Night Live
  - Adam Sandler pour son propre rôle dans Saturday Night Live
  - Rufus Sewell pour le rôle de Declan Howell dans Mme Maisel, femme fabuleuse

### Années 2020
- 2020 : Eddie Murphy pour le rôle d'un hôte dans Saturday Night Live
  - Adam Driver pour le rôle d'un hôte dans Saturday Night Live
  - Luke Kirby pour le rôle de Lenny Bruce dans Mme Maisel, femme fabuleuse (The Marvelous Mrs Maisel)
  - Dev Patel pour le rôle de Joshua dans Modern Love
  - Brad Pitt pour le rôle d'Anthony Fauci dans Saturday Night Live
  - Fred Willard pour le rôle de Frank Dunphy dans Modern Family

- 2021 : Dave Chappelle en tant que présentateur dans Saturday Night Live
  - Daniel Kaluuya en tant que présentateur dans Saturday Night Live
  - Dan Levy en tant que présentateur dans Saturday Night Live
  - Alec Baldwin pour le rôle de Donald Trump dans Saturday Night Live
  - Morgan Freeman dans son propre rôle dans La Méthode Kominsky (The Kominsky Method)

- 2022 : Nathan Lane pour le rôle de Teddy Dimas dans Only Murders in the Building
  - Jerrod Carmichael en tant que présentateur dans Saturday Night Live
  - Bill Hader dans le rôle de Igor/Gregor/Timor dans Larry et son nombril
  - James Lance pour le rôle de Trent Crimm dans Ted Lasso
  - Christopher McDonald pour le rôle de Marty dans Hacks
  - Sam Richardson pour le rôle de Edwin Akufo dans Ted Lasso

- 2023 : Sam Richardson pour le rôle d'Edwin Akufo dans Ted Lasso
  - Jon Bernthal pour le rôle de Michael Berzatto dans The Bear
  - Luke Kirby pour le rôle de Lenny Bruce dans La Fabuleuse Madame Maisel
  - Nathan Lane pour le rôle de Teddy Dimas dans Only Murders in the Building
  - Pedro Pascal pour la présentation du Saturday Night Live
  - Oliver Platt pour le rôle de Jimmy Kalinowski dans The Bear

## Récompenses et nominations multiples

### Nominations multiples
5 : Nathan Lane et Fred Willard
4 : Will Arnett, Mel Brooks et Jon Hamm
3 : Alec Baldwin, Bobby Cannavale, Louis C.K., John Cleese, Anthony LaPaglia, Bob Newhart et Justin Timberlake
2 : Hank Azaria, Beau Bridges, Roscoe Lee Browne, Steve Buscemi, Sid Caesar, Dave Chappelle, Tim Conway, Matt Damon, Danny DeVito, David Duchovny, Herb Edelman, Jimmy Fallon, Victor Garber, Will Geer, Bill Hader, Luke Kirby, Lin-Manuel Miranda, Brad Pitt, Carl Reiner, Martin Sheen, Jay Thomas et Bradley Whitford

### Récompenses multiples
3 : Mel Brooks
2 : Dave Chappelle, Tim Conway, Jimmy Fallon, Jay Thomas, et Justin Timberlake